# Oreophantes recurvatus
Genre
Espèce
Synonymes
- Bathyphantes recurvatus Emerton, 1913
- Troglohyphantes kokoko Ivie, 1966

Oreophantes recurvatus, unique représentant du genre Oreophantes, est une espèce d'araignées aranéomorphes de la famille des Linyphiidae.

## Distribution
Cette espèce se rencontre aux États-Unis dans les États du Maine, du Vermont et de New York, et au Canada dans les provinces de Colombie-Britannique, d'Alberta, de la Saskatchewan, du Manitoba, d'Ontario, du Québec, du Nouveau-Brunswick, de Nouvelle-Écosse et de Terre-Neuve-et-Labrador,.

## Publications originales
- Emerton, 1913 : New England spiders identified since 1910. Transactions of the Connecticut Academy of Arts and Sciences, vol. 18, p. 209-224.
- Eskov, 1984 : Taxonomy of spiders of the genus Oreonetides (Aranei, Linyphiidae). Zoologicheskii Zhurnal, vol. 63, no 5, p. 662-670.